# Tang Lingsheng
Tang Lingsheng (chiń. 唐靈生; ur. 10 stycznia 1971) – chiński sztangista.
Złoty medalista olimpijski (1996), brązowy medalista mistrzostw świata (1993), srebrny medalista igrzysk azjatyckich (1994) oraz złoty medalista mistrzostw Azji (1995) w podnoszeniu ciężarów. Startował w wadze koguciej (do 59 kg).

## Osiągnięcia

### Letnie igrzyska olimpijskie
- Atlanta 1996 –  złoty medal (waga kogucia)

### Mistrzostwa świata
- Melbourne 1993 –  brązowy medal (waga kogucia)

### Igrzyska azjatyckie
- Hiroszima 1994 –  srebrny medal (waga kogucia)

### Mistrzostwa Azji
- Pusan 1995 –  złoty medal (waga kogucia)

### Rekordy świata
- Atlanta 21.07.1996 – 307,5 kg w dwuboju (waga kogucia)